# Атом
Атомът (от старогръцки: ἄτομος – „неделим“) е основната градивна частица на веществото и се състои от плътно централно ядро с положителен електричен заряд, заобиколено от облак отрицателно заредени електрони. Атомното ядро на свой ред е изградено от положително заредени протони и електрически неутрални неутрони. Електроните в атома са свързани с ядрото чрез електромагнитна сила.
Атомите могат да съществуват в свободно състояние или да се свързват помежду си в молекули чрез химични връзки, също основаващи се на електромагнитните сили. Атом с равен брой протони и електрони е електрически неутрален, в противен случай той има положителен или отрицателен електрически заряд и се нарича йон. Различните атоми се класифицират според броя на протоните и неутроните в ядрото: броят на протоните определя химичния елемент, а броят на неутроните определя различните изотопи на съответния елемент.
Концепцията за атома като неделима съставна част на материята е предложена за първи път от античните философи на Индия и Древна Гърция. През 18 и 19 век химиците дават физическа основа на тази идея като показват, че някои вещества не могат да бъдат разделени чрез химически реакции и прилагат старото философско понятие атом, за да обозначат тази химическа неделимост. Атомите и молекулите се възприемат като най-малките градивни частици на материята. В края на 19 и началото на 20 век физиците откриват субатомни частици и установяват структура вътре в атома, като по този начин опровергават неделимостта му и считат името за неподходящо. То обаче остава. Съвременното разбиране за атома се основава на принципите на квантовата теория.
Атомите са миниатюрни обекти с диаметри от няколко десети от нанометъра и съответстваща на размера им маса. Те могат да се наблюдават само със специални инструменти, като сканиращ тунелен микроскоп. Над 99,94% от масата на атома е съсредоточена в ядрото като протоните и неутроните имат приблизително еднаква маса. Всеки елемент има поне по един изотоп с нестабилно ядро, което може да претърпи ядрен разпад. Електроните, свързани в атома, притежават стабилни енергийни нива (т.е. намират се на определени атомни орбитали), като могат да извършват квантов скок към друго енергетично ниво чрез поглъщане или изпускане на фотон с енергия, равна на разликата в енергиите на съответните енергетични нива. Електроните определят химичните свойства на химичния елемент и влияят върху магнитните свойства на атома.

## История на изследванията

### Атомизъм
Идеята, че материята е съставена от отделни неделими частици, датира от хилядолетия, но в древността тя е по-скоро предмет на абстрактни размишления от страна на философите, отколкото обект на експерименти и емпирични наблюдения. Представите за атом във философията варират значително според историческото време, културата и философската школа и често съдържат и духовен елемент. Въпреки това, хиляди години след нейната поява, в Новото време основната идея за атома е възприета от учените, защото добре обяснява новите открития в химията и физиката.
Идеята за атома се споменава още в Древна Индия и Древна Гърция. В Индия атомистичните теории на джайнизма и школите Адживика и Чарвака се появяват вероятно през 6 век пр.н.е. По-късно школите Няя и Вайшешика развиват свои теории за начина, по който атомите се съчетават в по-сложни обекти. В Европа атомите се споменават за пръв път от древногръцкия философ Левкип и неговия ученик Демокрит, който систематизира възгледите му и често е сочен за основоположник на атомизма. Приблизително през 450 г. пр.н.е. Демокрит за пръв път употребява термина átomos (на гръцки: ἄτομος), което означава „неделим“. Макар и индийската и гръцката концепции да са чисто философски, а в съвременното разбиране атомите са делими, модерната наука запазва древното гръцко име.
През 13 век алхимикът Псевдо-Гебер излага постулата за „корпускуларизма“, според който всички тела притежават външен и вътрешен слой от миниатюрни частици – „корпускули“. Корпускуларизмът е подобен на теорията за атома, макар че докато атомите са приемани за неделими, корпускулите по принцип не са такива. Така например алхимиците смятат, че живакът може да прониква в металите и да променя тяхната вътрешна структура. Корпускуларизмът остава доминираща теория в алхимията през следващите няколко столетия.
През 1661 г. натурфилософът Робърт Бойл публикува труда си „Скептичният химик“ („The Sceptical Chymist“), в който твърди, че веществото е съставено от различни комбинации на корпускули или атоми, а не от класическите елементи въздух, земя, огън и вода. Малко по-късно Исак Нютон също използва понятието „корпускули“ при създаването на своята корпускулярна теория на светлината.

### Формиране на научна теория на атома
| Различни атоми и молекули, описани в „Нова система на химическата философия“ на Джон Далтон, един от първите научни трудове в областта на атомната теория, 1808 г. |  | Първата публикация на периодичната система на Дмитрий Менделеев, 1869 г. |
| Различни атоми и молекули, описани в „Нова система на химическата философия“ на Джон Далтон, един от първите научни трудове в областта на атомната теория, 1808 г. |  | Първата публикация на периодичната система на Дмитрий Менделеев, 1869 г. |

Развитието на възгледа за атомите получава нов тласък с напредъка на химията. През 1789 г. французинът Антоан Лавоазие формулира закона за запазване на масата и дефинира химичния елемент като основна субстанция, която не може да се разделя по химичен път. Малко по-късно, през 1799 г., Жозеф Пруст извежда и закона за постоянния състав на химичните съединения. Тези два закона са основата за откритията на англичанина Джон Далтон, които изиграват решаваща роля за развитието на понятието за атом.
През 1805 г. Далтон използва идеята за атомите, за да обясни защо елементите винаги реагират в съотношения, равни на малки цели числа (закон за кратните отношения), и защо някои газове се разтварят по-добре във вода от други. Според него всеки химичен елемент е съставен от атоми от различен специфичен вид и тези атоми могат да се съчетават и да образуват по-сложни химични съединения. Тъй като той стига до това заключение чрез експерименти и анализ на резултатите, това поставя началото на истинската научна теория на атома.
Далтон оценява атомните тегла на елементите според пропорциите на съответните маси, с които те се съединяват един с друг, като за единица приема водорода. Той допуска известни неточности при съставянето на своите таблици, но те са коригирани през 1811 г. от Амедео Авогадро. Авогадро предлага хипотезата (наречена по-късно закон на Авогадро), че един мол от произволен газ при еднаква температура и налягане заема един и същ обем и съдържа еднакъв брой молекули. Атомната хипотеза на Далтон не определя размера на атомите, въпреки че те очевидно би трябвало да са много малки. Едва през 1865 г. Йохан Йозеф Лошмит измерва размера на молекулите на въздуха, с което дава представа за абсолютните размери на атомите.
През 1869 г., обобщавайки направените дотогава открития, руснакът Дмитрий Менделеев създава първата Периодична система на елементите. Самата таблица е визуализация на периодичния закон, според който свойствата на химичните елементи се повтарят периодично, когато те бъдат подредени по атомен номер.
Теорията на атома получава допълнителна подкрепа през 1827 г. от откритието на шотландския ботаник Робърт Браун, че частици прах върху водна повърхност, наблюдавани под микроскоп, се движат хаотично – явление, станало известно като Брауново движение. През следващите десетилетия се правят опити то да се обясни с топлинното движение на водните молекули, като през 1905 г. германецът Алберт Айнщайн прави първия математически анализ на явлението. През 1908 г. французинът Жан Батист Перен въз основа на заключенията на Айнщайн определя масата и размерите на някои атоми, с което окончателно потвърждава Далтоновата теория на атома.

### Изследвания на вътрешното устройство
През 1897 г. английският физик Джоузеф Джон Томсън открива съществуването на електрони чрез експериментите си с наричаните тогава катодни лъчи и стига до извода, че те са съставна част на всички атоми. С това той отхвърля представата, че атомите са крайната неделима частица на материята. Според Томсън леките и отрицателно заредени електрони са разпределени в целия обем на атома или може би се въртят по кръгови орбити, като електрическият им заряд се уравновесява от наличието на облак от положителен заряд, разпределен в пространството. По-късно този модел е наречен „пудинг със стафиди“.
Моделът на Томсън е отхвърлен през 1909 г., когато новозеландецът Ърнест Ръдърфорд и неговите студенти Ханс Гайгер и Ърнест Марсдън откриват експериментално атомното ядро. Експериментът се състои в бомбардирането на златно фолио с алфа-частици, за които се знае, че са положително заредени хелиеви атоми. Установено е, че малка част от преминалите частици претърпяват отклонения, далеч по-големи от очакваните при модела на Томсън. Ръдърфорд приема, че почти цялата маса и положителният заряд на тежките златни атоми са концентрирани в една много малка част от неговия обем, която нарича ядро. Тази представа получава името модел на Ръдърфорд.
През 1913 г. при експерименти с продуктите на радиоактивен разпад английският радиохимик Фредерик Соди установява, че във всяка позиция на Периодичната система изглежда има по повече от един химичен елемент и въвежда понятието изотоп. Непосредствено след това, въз основа на своите изследвания на йонизираните газове, Томсън предлага метод за отделяне на различните видове атоми, което по-късно довежда до откриването на стабилните изотопи.
През същата 1913 г. датският физик Нилс Бор предлага нов модел на атома, който взема за основа модела на Ръдърфорд, но с една съществена разлика: електроните обикалят около ядрото само по точно определени кръгови орбити с дискретни (квантувани) стойности на характеризиращите ги момент на импулса и енергия. Те могат да прескачат от една орбита на друга, но не и да се движат свободно в междинните нива. Тъй като радиусът на орбитата е пропорционален на енергията на електрона, при тези преходи между две нива с различна енергия електронът излъчва или поглъща определени количества енергия във вид на фотони, чиято честота е пропорционална на промяната в енергията на електрона. По този начин моделът на Бор обяснява дискретните и постоянни за даден материал спектрални линии, наблюдавани при спектрален анализ на излъчваната при нагряване светлина.
По-късно през същата година английският физик Хенри Моузли дава допълнителни експериментални потвърждения за теорията на Нилс Бор. Неговите резултати прецизират моделите на Ърнест Ръдърфорд и холандеца Антониус ван ден Брук, като според Моузли в ядрото на атома има положителни заряди, по брой равни на атомния номер на елемента в периодичната система. Преди експериментите на Моузли не е известно атомният номер да е свързан с някакви физични или емпирични свойства. По този начин опитите на Моузли показват, че местата на елементите в периодичната система не са избрани само въз основа на химичните им свойства, а имат солидна физическа основа.
Чрез атомната теория намира своето обяснение и химичната връзка между атомите – това прави американецът Гилбърт Люис през 1916 г., като я свързва с електронно взаимодействие между атомите. Тъй като е известно, че химичните свойства на елементите се повтарят според периодичния закон, през 1919 г. американецът Ървинг Лангмюр обяснява това с теорията, че електроните в атома са свързани един с друг или групирани по някакъв начин. Приема се, че групите от електрони образуват набор от електронни обвивки около ядрото.
Следващо доказателство за квантовия характер на атомите се получава от експеримента на Щерн-Герлах от 1922 г. При него сноп от сребърни атоми се пропуска през нехомогенно магнитно поле и се регистрира следата му. Оказва се, че снопът се разцепва на две – открито е наличието на спин (момент на импулса на атома), който има само две стойности и е ориентиран само в две посоки – нагоре или надолу. Ако големината и посоката на спина бяха произволни, разпределението на преминалите атоми щеше да е непрекъснато (всички стойности са еднакво вероятни) и регистрираните следи от тях щяха да образуват непрекъсната права линия.
През 1924 г. французинът Луи дьо Бройл изказва предположение, че всички частици в някаква степен имат поведение и на вълни – корпускулярно-вълнов дуализъм. През 1926 г. австриецът Ервин Шрьодингер развива математически тази идея и представя електроните не като точкови частици, а като триизмерни вълнови функции. Едно от следствията на това математическо представяне е, че математически е невъзможно да се определят едновременно положението и импулсът на частицата. Този принцип на неопределеност е формулиран през 1927 г. от германеца Вернер Хайзенберг – според него при определяне на положението на частицата с дадена точност може да се получи само множество от вероятни стойности на импулса и обратното. Този принцип прави невалиден модела на Бор с неговите точно определени кръгови орбити, но успява да обясни някои особености в поведението на атомите, по-тежки от този на водорода. По тази причина планетарният модел на Бор е заменен с модела на атомните орбитали, който описва позицията на електроните спрямо ядрото само като вероятности.
Развитието на масспектрометрията позволява да се измерят точно атомните маси. Масспектрометърът е устройство, в което сноп йони на изследвания елемент се пропускат през магнитно поле и се измерва тяхното отклонение на изхода, като така се получава съотношението на атомната маса към електрическия заряд на атомите. Английският химик Франсис Уилям Астън използва този уред, за да демонстрира, че изотопите имат различна маса, която при това се изменя със стойности, кратни на масата на водородния атом. Разликата в атомните маси на изотопите намира своето обяснение през 1932 г. с откриването на неутрона, частица без електричен заряд и с маса, подобна на тази на протона, от англичанина Джеймс Чадуик. Така изотопите са дефинирани като химични елементи с еднакъв брой протони, но с различен брой неутрони в атомното ядро.

### Ядрена физика и физика на частиците
През 1938 г. немският учен Ото Хан, ученик на Ръдърфорд, бомбардира уран с неутрони, опитвайки се да получи трансуранови елементи. Вместо това в резултат получава химичния елемент барий. Година по-късно Лиза Майтнер и Ото Фриш потвърждават, че опитът на Хан е първото експериментално ядрено делене. През 1944 година, Хан получава Нобелова награда за химия, но въпреки неговите усилия, Майтнер и Фриш не получават същото признание.
По-нататъшният напредък на атомната физика се дължи основно на създаването през 50-те години на подобрени ускорители и детектори на частици, които позволяват на учените да изследват взаимодействията между атоми при високи енергии. Установява се, че неутроните и протоните са всъщност адрони и са съставени от още по-малки частици – кварки. Разработена е теорията, наречена Стандартен модел, която успешно обяснява не само свойствата на ядрото, но и електромагнитното, слабото и силното взаимодействие между всички елементарни частици.

## Строеж

### Субатомни частици
Макар че първоначално терминът „атом“ означава частица, която не може да бъде разделена на по-малки части, в съвременната наука атомът се разглежда като съставен от различни субатомни частици. Обикновено атомите се състоят от електрони, протони и неутрони, но атомът на водород-1 не съдържа неутрони, а само протон и електрон, а водородният йон не съдържа и електрони.
Електронът е най-леката от тези субатомни частици с маса 9,11 × 10−31 kg, отрицателен електрически заряд и размер, прекалено малък, за да бъде измерен с известните днес техники. Протоните имат положителен заряд и свободна маса, 1836 пъти по-голяма от тази на електроните (1,6726 × 10−27 kg). Неутроните нямат електричен заряд, а свободната им маса е 1839 пъти по-голяма от тази на електроните (1,6929 × 10−27 kg). Неутроните и протоните имат сравними размери, около 2,5 × 10−15 m, макар че тези частици нямат строго определена външна повърхност.
В Стандартния модел се приема, че електронът е истинска елементарна частица без вътрешна структура. Протоните и неутроните обаче са съставени от елементарни частици, наречени кварки. В атомите присъстват два вида кварки, като всеки от тях има различен дробен електричен заряд: +2/3 (горен кварк) или −1/3 (долен кварк). Протоните се състоят от два горни кварка и един долен кварк, а неутронът се състои от един горен кварк и два долни кварка. На това различие се дължат различните маса и заряд на двете частици.
Кварките са свързани помежду си от силното ядрено взаимодействие, чиито носители са глуоните. Глуонът е член на групата калибровъчни бозони – елементарни частици, които служат за преносители на фундаменталните физични сили. Протоните и неутроните от своя страна са свързани в ядрото от ядрената сила, действаща между адроните, която е остатъчен ефект от силното ядрено взаимодействие и има малко по-различен обхват на действие от него.

### Ядро
Всички протони и неутрони в атома образуват компактно атомно ядро, в което е съсредоточена 99% от масата на атома, и се наричат нуклеони. Радиусът на дадено ядро е приблизително равен на
{\displaystyle \scriptstyle 1,07{\sqrt[{3}]{A}}{\text{ fm}}},
където с A е означен общият брой нуклеони. Тази стойност е много по-малка от радиуса на атома, който е от порядъка на 105 fm. Нуклеоните са свързани с помежду си с ядрени сили, които действат само на късо разстояние. При разстояния, по-малки от 2,5 fm, те са по-големи от електростатичната сила, която кара положително заредените протони да се отблъскват един от друг.
Атомите на един и същ химичен елемент имат винаги еднакъв брой протони, наречен атомен номер. За даден елемент броят на неутроните може да варира, като различният брой определя различни изотопи на елемента. Общият брой на протоните и неутроните определя нуклида на атома. Отношението на броя на неутроните към броя на протоните определя стабилността на ядрото – изотопите с повече неутрони са по-неустойчиви, като някои от тях могат да претърпяват радиоактивен разпад.
Неутронът и протонът са различни видове фермиони. Принципът на Паули е ефект на квантовата механика, който не позволява еднакви фермиони, например няколко протона, да имат едно и също квантово физично състояние по едно и също време. Така всеки протон или неутрон в ядрото трябва да има различно квантово състояние с различно енергийно ниво от всеки друг протон или неутрон, но е възможно протон и неутрон да имат еднакво квантово състояние.
При атоми с малък атомен номер ядро с по-малко протони, отколкото неутрони, има възможност да слезе в по-нискоенергийно състояние чрез радиоактивен разпад, така че броят на протоните и неутроните да се сближи. В резултат на това атомите с приблизително равен брой протони и неутрони са по-устойчиви на радиоактивен разпад.
С нарастването на атомния номер взаимното отблъскване на протоните изисква все по-голям относителен брой неутрони да стабилизират ядрото. По тази причина при елементите с атомен номер, по-голям от 20 (калций), не съществуват стабилни ядра с равен брой протони и неутрони. С по-нататъшното нарастване на атомния номер отношението на неутроните към протоните, необходимо за достигане на стабилност, се увеличава до около 1,5.
Броят на протоните и неутроните в ядрото може да се променя, но това изисква много голямо количество енергия, поради силните ядрени сили. Процесът на увеличение на броя (ядрен синтез) протича, когато атомни частици се обединяват, образувайки по-тежко ядро, например при силен сблъсък на две ядра. Така при процесите в ядрото на Слънцето на протоните са необходими енергии от 3 – 10 keV, за да преодолеят взаимното си отблъскване и да се обединят в общо ядро. Противоположният процес се нарича ядрено делене – ядрото се разцепва на по-малки ядра, обикновено чрез радиоактивен разпад. Ядрото може да се променя и чрез бомбардирането му с фотони или субатомни частици с висока енергия. Ако при това броят на протоните в ядрото се променя, се получава друг химичен елемент.
Ако масата на ядрото, образувано чрез ядрен синтез, е по-малка от сбора на масите на отделните частици, разликата може да бъде излъчена във вид на енергия (като например гама лъчи или като кинетична енергия на бета частица), според формулата на Алберт Айнщайн за равенство на маса и енергия E = mc2, където m е разликата в масите и c е скоростта на светлината. Тази разлика в масите е част от енергията на свързване на новото ядро и именно това, че не подлежи на възстановяване по естествен начин, е причина съединилите се частици да останат заедно.
Сливането на две ядра, при което се образува ядро на елементи с атомен номер, по-малък от този на желязо и никел (с общ брой нуклеони около 60), обикновено е екзотермична реакция, която освобождава повече енергия, отколкото е необходима за сливането им. Именно този процес на освобождаване на енергия прави процеса на термоядрен синтез в звездите самоподдържаща се реакция. При по-тежките ядра енергията на свързване на нуклеоните в ядрото започва да намалява с увеличаване на атомния номер. Това означава, че процесите на сливане, при които продуктите имат атомен номер над 26 и атомна маса над 60 е ендотермичен процес и се нуждае от външен източник на енергия. Тези по-масивни ядра не биха могли да осъществяват самоподдържащ се процес на ядрен синтез при хидростатичното равновесие във вътрешността на звездите.

### Електронен облак
Електроните в атома се привличат към протоните в ядрото от електромагнитна сила. Тя държи електроните в електростатична потенциална яма около ядрото, поради което за тяхното отделяне от него е необходим външен източник на енергия. Колкото по-близо до ядрото е разположен електронът, толкова по-голяма е привличащата го сила, а оттам и енергията, необходима за отделяне.
Електроните, както и другите частици, имат едновременно свойства на частица и вълна. Електронният облак е област от потенциалната яма, в която всеки електрон образува своеобразна триизмерна стояща вълна – вълнова форма, неподвижна спрямо ядрото. Това поведение се определя от атомната орбитала, математична функция, характеризираща вероятността електронът да се окаже на дадено място при измерване на положението му. Около ядрото съществува само дискретно (квантувано) множество от такива орбитали, тъй като останалите възможни вълнови форми са много нестабилни. Орбиталите може да имат структура и се различават една от друга по размер, форма и ориентация.
Всяка атомна орбитала съответства на определено енергийно ниво на електрона. Електронът може да премине към по-високо енергийно ниво, поглъщайки фотон с достатъчна енергия, за да го премести в ново квантово състояние. По подобен начин, при спонтанно излъчване на фотон електронът може да се премести на по-ниско енергийно ниво. Тези специфични енергийни стойности, съответстващи на енергиите на квантовите състояния, са причината за атомните спектрални линии.
Количеството енергия, необходимо за отделяне или добавяне на електрон – енергията на свързване, е много по-малко от съответното количество енергия за нуклеоните. Например, отделянето на електрон от водороден атом изисква само 13,6 eV, докато за разделянето на ядро на деутерий са нужни 2,23 × 106 eV.
Атомите нямат електричен заряд, когато съдържат еднакъв брой протони и електрони. Атоми, които имат недостиг или излишък на електрони се наричат йони. Електроните, най-отдалечени от ядрото, могат да преминават към други близко разположени атоми или да се споделят между повече от един атом. По този начин атомите могат да се свързват в молекули и други химични съединения, като например кристали.

## Свойства

### Ядрени свойства
По дефиниция всеки два атома с еднакъв брой протони принадлежат на един и същ химичен елемент. Атоми с еднакъв брой протони, но с различен брой неутрони и съответно различни масови числа, се наричат изотопи на този химичен елемент. Например всички водородни атоми имат по един протон, но съществуват изотопи без неутрон (водород-1 или протий – най-често срещаният изотоп), с един неутрон (деутерий), с два неутрона (тритий), както и изотопи с повече неутрони. Известните химични елементи образуват поредица от атомни номера, съответстващи на от един при водорода до 118 протона при елемента унуноктий. Всички известни изотопи на елементите с атомни номера над 82 са радиоактивни.
В естествен вид на Земята се срещат около 339 нуклида, сред които при 254 (около 75%) не е наблюдаван разпад, поради което се наричат „стабилни изотопи“. От тях обаче само 90 са истински стабилни, докато останалите теоретично могат да се разпаднат. Други 34 радиоактивни нуклида имат период на полуразпад над 80 милиона години, т.е. те са достатъчно устойчиви, за да съществуват от времето на образуване на Слънчевата система. Тази набор от 288 сравнително устойчиви нуклида е известен като „първични нуклиди“. Останалите 51 нуклида с по-къс живот се срещат в природата като продукти на разпад на първичните нуклиди (например, радий образуван при разпада на уран) или като продукти от естествени процеси като бомбардирането на Земята с космически лъчи (например, въглерод-14).
За 80 от химичните елементи съществува поне един стабилен изотоп. Като правило общият брой стабилни изотопи за всеки елемент не е голям (средно 3,2). Двадесет и шест елемента имат само по един стабилен изотоп, докато най-голям брой стабилни изотопи за един елемент има калаят – общо 10. Елементите технеций с номер 43, прометий с номер 61 и всички елементи с номер по-голям или равен на 83 (бисмут) не притежават стабилни изотопи.

### Маса
Масата на атома е съсредоточена в протоните и неутроните и общият им брой в даден атом се нарича негово масово число. Действителната масата на атома в покой често се изразява в единици за атомна маса (u), наричана също далтон (Da). Тази единица се дефинира като една дванадесета от масата на свободен неутрален атом на въглерод-12 (12С), която е приблизително 1,66×10-27 kg. Атомът на най-лекия изотоп на водорода протий (1H), който е и атомът с най-малка маса, има атомно тегло 1,007825 u. Всеки атом има маса, приблизително равна на произведението на масовото му число и единицата за атомна маса. Най-тежкият стабилен атом е този на олово-208, с маса около 207,9766521 u.
Тъй като и най-тежките атоми са с много малка маса, за практически цели химиците използват единицата за количество вещество мол. По дефиниция един мол атоми съдържа винаги един и същ брой атоми, независимо от химичния елемент – 6,023×1023. Този брой е избран така, че ако един елемент има атомна маса от 1 u, то един мол атоми от този елемент ще тежи приблизително един грам. Така от дефиницията на единица за атомна маса пряко следва, че въглерод-12 има атомна маса точно 12 u, а мол въглеродни атоми тежи точно 12 грама.

### Размер и форма
Макар че атомите нямат рязко очертана външна граница, обикновено размерът им се оценява с величина, наричана атомен радиус. Той е мярка за разстоянието от ядрото, до което може да се разпростре електронният облак. Това понятие обаче предполага сферична форма на атома, което е валидно само за атоми във вакуум или в напълно свободно пространство. Атомният радиус може да се оцени чрез разстоянието между ядрата на два атома, свързани чрез химична връзка. Това разстояние варира според атомния номер, вида на химичната връзка, броя на съседните атоми (координационно число) и квантовомеханичното свойство спин. В Периодичната система атомният радиус обикновено нараства в посока надолу по колоните, но в един и същи ред намалява от ляво надясно. Следователно, най-малкият атом е хелий с радиус от 32 pm, докато един от най-големите е цезий с 225 pm.
В присъствие на външни полета, като електрично поле, формата на атома може да се отклонява от сферичната. Деформираността зависи от силата на полето и вида на външната електронна обвивка и може да се определи с математическия апарат на теория на групите. Отклонения от сферичната форма се наблюдават например при кристалите, при които в зоните на ниска симетрия на кристалната решетка могат да възникнат интензивни електрични полета. Значителни деформации във вид на елипсоиди са наблюдавани при йони на сярата в съединения от типа на пирит.
В сравнение с дължината на вълната на светлината във видимия спектър (400 – 700 nm) атомите са много малки и затова не могат да бъдат наблюдавани директно с оптичен микроскоп. Отделни атоми могат обаче да се наблюдават със сканиращ тунелен микроскоп. За да се онагледи малкият размер на атома, може да се използва сравнението с човешки косъм: той е дебел около 1 милион въглеродни атома. Капка вода съдържа около 2 х1021 атома кислород и два пъти повече атоми водород. Един карат диамант с маса от 2х10-4kg съдържа около 1022 атома въглерод. Ако си представим една ябълка с размера на Земята, тогава атомите на ябълката биха били приблизително с размера на истинска ябълка.

### Радиоактивен разпад
Всеки химичен елемент има поне един изотоп с нестабилно ядро, претърпяващо радиоактивен разпад, при което продуктите на разпада са частици или електромагнитно излъчване. Такава радиоактивност се наблюдава, когато радиусът на ядрото е по-голям от силата на силно ядрено взаимодействие, която действа на разстояния от порядъка на 1 fm.
Най-често срещаните разновидности на радиоактивен разпад са:
- Алфа-разпад – спонтанно разпадане на атомното ядро, вследствие на което се получават дъщерно ядро и α-частица (ядро на 4He, съставено от два протона и два неутрона). Алфа разпадът е характерен за тежките ядра, с масово число А≥140, а резултатът от него е нов елемент с по-нисък атомен номер.
- Бета-разпад – подчинява се на силите на слабо ядрено взаимодействие и при него настъпва превръщане на неутрон в протон или обратно. В първия случай се отделя електрон (с отрицателен заряд) и антинеутрино, а във втория – позитрон (с положителен заряд) и неутрино. Отделяните електрони или позитрони се наричат β-частици и имат по-голяма проникваща способност. Отделянето на бета частица води до промяна на атомния номер на химичния елемент с единица.
- Гама-разпад – промяна на енергийното състояние на ядрото чрез изпускане на гама-лъчи, която съпътствува алфа и бета разпада.

Други по-редки видове радиоактивен разпад са изхвърлянето от ядрото на неутрони, протони, групи нуклеони или повече от една β-частица и формирането на високоенергийни електрони, които не са β-лъчи, или високоенергийни протони, които не са γ-лъчи.
Всеки радиоактивен изотоп се характеризира със скоростта на разпад, измервана чрез периода на полуразпад – времето, необходимо за разпад на половината (50%) от разглеждания образец. Процесът е експоненциален и скоростта му намалява като след един период на полуразпад остават 50% от изходните атоми, след два периода на полуразпад остават 25% и т.н.

### Магнитен момент
Елементарните частици притежават вътрешна квантова характеристика, нямаща еквивалент в класическата механика – спин. Тя е аналогична на момента на импулса на тяло, въртящо се около своя център на масите, макар че строго погледнато тези частици се разглеждат като точки и не могат да се въртят. Спинът се измерва в единици редуцирана константа на Планк (ħ), като електроните, протоните и неутроните имат полуцял спин ½ ħ. В атома движещите се около ядрото електрони освен спин притежават и орбитален „момент на импулса“, измерван с орбиталното квантово число, докато самото ядро също притежава спин.
Атомът притежава свое магнитно поле, наричано магнитен момент, което е получено от тези различни видове спин, точно както едно класическо електрически заредено тяло при въртене произвежда магнитно поле. Поради това, че електроните се подчиняват на принципа на Паули, според който два електрона не могат да се намират в едно и също квантово състояние, в една атомна орбитала може да има най-много два електрона, но с противоположни спинове. Така тези спинове се неутрализират и общият диполен магнитен момент в някои атоми с четен брой електрони става нула..
В някои атоми с нечетен брой електрони (например на феромагниттните елементи като желязо) се съдържат несдвоени електрони и поне един некомпенсиран спинов магнитен диполен момент. Орбиталите на съседно разположени атоми се припокриват и състоянието с най-ниска енергия е онова, при което спиновете на несдвоените електрони успоредни. Този ефект се нарича обменно взаимодействие. При това подреждане на магнитните моменти на атомите се получава измеримо по големина собствено магнитно поле. Парамагнитните материали имат атоми със собствен магнитен момент, който под действието на външно поле се ориентира по посока на полето и така създават резултантно поле, превишаващо външното. В отсъствието на външно магнитно поле обаче собствените магнитни моменти на атомите са ориентирани напълно хаотично поради топлинното движение.
Ядрото на атома също има спин различен от нула. При нормални условия тези ядра са ориентирани хаотично, но някои изотопи с нечетен брой протони (например, ксенон-129) притежават спин, който при определени условия може да бъде ориентиран в една посока. Това свойство намира важно практическо приложение в магнитно-резонансната томография.

### Енергетични нива
Когато електронът е в свързано състояние в атома, неговата потенциална енергия е обратно пропорционална на разстоянието му до ядрото. Експериментално тя се измерва като енергията, необходимо за откъсване на електрона от атома, най-често изразена в единици електронволт (eV). В квантовомеханичния модел свързаният електрон може да заема само определен набор от състояния около ядрото и всяко състояние съответства на определено енергийно ниво. Състоянието на свързания електрон с най-ниска енергия се нарича основно състояние, а всяко състояние с по-висока енергия се нарича възбудено състояние.
Преминаването на електрон от едно в друго състояние става с излъчване или поглъщане на фотон с енергия, равна на разликата в енергиите на двете състояния. Тъй като енергията на излъчения (погълнатия) фотон е пропорционална на неговата честота, тези разлики в енергията се регистрират като специфични линии в електромагнитния спектър. Всеки химичен елемент има характерен спектър, който зависи от множество фактори: заряд на атомното ядро, степен на запълване на електронните подслоеве, наличие на електромагнитни взаимодействия между електроните и други фактори.
При преминаването на електромагнитна вълна с непрекъснат спектър на енергията през газ или плазма, някои от фотоните се поглъщат от атомите, изменят енергийните нива на някои електрони и ги възбуждат. Тези възбудени електрони остават свързани в атома, но започват спонтанно да излъчват светлина, за да се върнат на по-ниско енергийно ниво. Процесът се нарича спонтанна емисия. Спектърът на излъчената светлина (т.е. ако е възможно да се изолира само емисионният спектър от възбудените атоми) и по-точно дължината на вълната, яркостта и ширината на тези спектрални линии позволяват да се получи информация за състава и физическите свойства на газа или плазмата (метод на емисионната спектроскопия). Ако се наблюдава спектърът на преминалата вълна, той вече не е непрекъснат, а в него се забелязват поредици от тъмни (абсорбционни) линии, защото така възбудените електрони поглъщат определени честоти и действат като филтър на енергия. Това е принципът на действие на абсорбционната спектроскопия
При по-близко изучаване някои емисионни спектрални линии се оказват съставени от отделни компоненти. Това се дължи на спин-орбиталното взаимодействие между спина и движението на най-външния електрон. Когато атомът е поставен в магнитно поле, спектралните линии се разделят на три или повече компонента. Това явление, известно като ефект на Зееман, се дължи на взаимодействието между приложеното външно магнитно поле и магнитния момент на атома и неговите електрони. Някои атоми могат да имат повече от една електронна конфигурация с едно и също енергийно ниво, които образуват обща спектрална линия. Външното магнитно поле измества електронните конфигурации в леко различаващи се енергийни нива, разделяйки по този начин спектралната линия на няколко компоненти. Присъствието на външно електрично поле също може да доведе до подобно разцепване и леко изместване на спектралните линии – този ефект се нарича ефект на Щарк.
Ако свързан електрон се намира във възбудено състояние и погълне фотон с подходяща енергия, може да настъпи и стимулирана емисия на фотон със същата енергия. За тази цел енергията на падащия фотон трябва да е точно равна на разликата между възбуденото и по-ниското енергийно състояние на електрона. При прехода електронът излъчва фотон със същата фаза, честота, поляризация и посока като погълнатия фотон. Това свойство се използва за направата на лазери, които произвеждат монохроматична, кохерентна, насочена светлина.

### Валентност и химична връзка
Най-външният електронен слой на атома в несвързано състояние е известен като валентен слой и електроните в него се наричат валентни електрони. Техният брой определя характера на химичната връзка, защото при химична реакция атомите се стремят да запълват валентния слой. Например при съединението натриев хлорид (и други йонни соли) химичната връзка се осъществява чрез обмен на електрон между атом с един електрон във валентния слой (Na) и атом с един недостигащ електрон във валентния слой (Cl). Много от химичните елементи обаче имат няколко валентности или участват с различен брой електрони в различни химични съединения. В тези случаи химичната връзка е с много по-сложен механизъм на споделяне на електроните. Пример за такива сложни връзки е участието на въглерода в органичните съединения.
В Периодичната система химичните елементи с една и съща валентност образуват една група на периодичната система, която се изобразява като една колона в таблицата. Хоризонталните редове се наричат периоди и отразяват постепенното запълване на валентния слой с електрони. Елементите, които са най-вдясно на таблицата, имат запълнен валентен слой и това се отразява на химичните им свойства – те са известни като инертни газове.

### Състояния
Групи от много атоми могат да съществуват в различни агрегатни състояния в зависимост от физическите условия като температура и налягане. При промяна на условията, веществата могат да преминават от едно агрегатно състояние в друго: твърдо тяло, течност, газ и плазма. В рамките на едно агрегатно състояние е възможно даден материал да съществува в няколко алотропни форми, например въглеродът може да се срещне като графит или диамант.
При температури близки до абсолютната нула атомите могат да образуват Бозе-Айнщайнова кондензация, при което в макроскопичен мащаб започват да се проявяват квантовомеханичните ефекти, които иначе се наблюдават само в микроскопичен мащаб. При това явление целият свръхохладен ансамбъл от атоми започва да се държи като един „свръхатом“, което позволява да се правят наблюдения на квантовомеханичното му поведение.

## Образуване и съвременно състояние
Атомите образуват около 4% от общата енергийна плътност на наблюдаемата Вселена при средна плътност около 0,25 атома на кубичен метър. Вътре в галактиките, например в нашия Млечен път, атомите имат много по-голяма концентрация – между 105 и 109 атома на кубичен метър в междузвездната среда. Смята се, че Слънцето е разположено в Местния мехур, област от силно йонизиран газ, поради което плътността на атомите около него е едва 103 атома на кубичен метър. Звездите се образуват от плътни облаци в междузвездната среда и тяхната еволюция води до постоянно обогатяване на междузвездната среда с атоми, по-масивни от тези на водорода и хелия. До 95% от атомите в Млечния път са концентрирани във вътрешността на звездите. Общата маса на атомите формира около 10% от масата на галактиката, а остатъкът е съставен от т.нар. тъмна материя.

### Нуклеосинтез
Смята се, че първите устойчиви протони и електрони възникват около една секунда след Големия взрив. През следващите три минути нуклеосинтезът създава по-голямата част от ядрата на хелия, лития и деутерия във Вселената, а може би и част от ядрата на берилия и бора. Първите атоми със свързани електрони теоретично възникват 380 хиляди години след Големия взрив, по време на епохата на рекомбинация, когато разширяващата се Вселена се охлажда достатъчно, за да позволи прикрепването на електроните към ядрата.
След Големия взрив, при който не се формира въглерод, атомните ядра продължават да се съчетават в звездите при процесите на ядрен синтез и по този начин се образува още хелий, а чрез тройната хелиева реакция и поредицата елементи от въглерод до желязо. Изотопи като литий-6, както и известни количества берилий и бор, се образуват и в космоса под действието на космическите лъчи. Това става, когато високоенергиен протон се сблъска с атомно ядро, предизвиквайки изхвърлянето на голям брой нуклеони.
Елементите, по-тежки от желязото, се образуват в свръхновите чрез r-процес и в звездите от асимптотичния клон на гигантите чрез s-процес – и двата начина включват поглъщането на неутрони от атомното ядро. Някои елементи, като оловото, се образуват главно чрез радиоактивен разпад на по-тежки елементи.

### На Земята
Основната част от атомите, които съставляват Земята и нейните обитатели, са съществували в сегашната си форма в мъглявината, колабирала от молекулярен облак, за да образува Слънчевата система. Останалите са резултат от радиоактивен разпад и тяхното относително съотношение може да се използва, за да се определи възрастта на Земята чрез радиоактивно датиране. По-голямата част от хелия в земната кора (около 99% от хелия от газодобивни кладенци) е резултат от алфа разпад, което личи от по-малката концентрация на изотопа хелий-3.
На Земята се срещат и малки количества атоми, които не са присъствали при формирането на планетата и не са резултат от радиоактивен разпад. Космическите лъчи постоянно създават въглерод-14 в атмосферата. Някои атоми на Земята са изкуствено създадени, умишлено или като страничен продукт от работата на ядрени реактори или от ядрени експлозии. Сред трансурановите елементи, тези с атомен номер по-голям от 92, само плутоният и нептуният се срещат на Земята в природата. Трансурановите елементи имат период на радиоактивен полуразпад, много по-малък от възрастта на Земята, поради което евентуални разпознаваеми количества от тях отдавна са се разпаднали, с изключение на следи от плутоний-244, които може би са отложени с паднал на планетата космически прах. Естествените залежи от плутоний и нептуний са образувани чрез поглъщане на неутрони в уранови руди.
Земята съдържа приблизително 1,33×1050 атома. В атмосферата на планетата присъстват малък брой самостоятелни атоми на благородни газове, като аргон и неон. Останалите 99% от атомите в атмосферата са свързани под формата на молекули, като въглероден диоксид и двуатомен кислород и азот. На земната повърхност атомите се съчетават в различни съединения, като вода, сол, силикати и оксиди. Атомите могат да се съчетават и в материали, които не се състоят от обособени молекули, например в кристали и течни или твърди метали. Тази атомна материя формира мрежови структури, при които липсва свързваната с молекулярната материя дребномащабна прекъснатост.

### Редки и теоретични форми
Като цяло елементите с атомен номер, по-голям от този на оловото (82), са радиоактивни, но съществува хипотеза за съществуването на своеобразен „остров на стабилност“, съставен от някои елементи с атомен номер над 103. Тези свръхтежки елементи може би имат ядро, относително устойчиво на радиоактивен разпад. Най-вероятният кандидат за устойчив свръхтежък атом, този на елемента унбихексий, се очаква да има 126 протона и 184 неутрона.
Всяка частица материя има съответстваща частица антиматерия, която има противоположен електрически заряд. Така позитронът е положително зареден антиелектрон, а антипротонът е отрицателно зареден еквивалент на протона. При взаимодействие на материя и съответната ѝ антиматерия те се анихилират. По тази причина, както и заради неравновесието между материални и антиматериални частици, последните са редки във Вселената. В резултат на това не е известно наличието в природата на антиматериални атоми. Въпреки това през 1996 година в лабораторията на CERN в Женева успешно е синтезиран антиводород, антиматериален еквивалент на водорода.
Други необичайни атоми са синтезирани чрез замяната на един от протоните, неутроните или електроните с други частици, които имат същия електрически заряд. Например, отделен електрон може да бъде заменен с по-масивния мюон, образувайки мюонен атом. Такива атоми могат да бъдат използвани за проверка на фундаменталните предвиждания на физиката.